# لورينزو بوتشي
لورينزو بوتشي (بالإيطالية: Lorenzo Bucchi)‏ هو لاعب كرة قدم إيطالي في مركز حراسة المرمى، ولد في 21 نوفمبر 1983 في روما في إيطاليا. لعب مع نادي آراو ونادي بيلينزونا ونادي ترنانا ونادي غراسهوبر زيوريخ ونادي فرايبورغ ونادي لوزيرن ونادي مودينا.

## وصلات خارجية
- لورينزو بوتشي على موقع قاعدة بيانات كرة القدم.إي يو (الإنجليزية)
- لورينزو بوتشي على موقع Soccerway.com (الإنجليزية)
- لورينزو بوتشي على موقع عالم كرة القدم.نت (الإنجليزية)